# Magma (serial telewizyjny)
Magma – polski obyczajowy serial telewizyjny z 1986 roku w reżyserii Leszka Staronia.
Powstało najprawdopodobniej 7 odcinków serialu, z czego tylko pierwszy pt. "Anna N czyli farsa" został wyemitowany w Pierwszym Programie Telewizji Polskiej w dniu 23 listopada 1986 roku. Pozostałe odcinki nosiły tytuły m.in.: "Elwira O. czyli tajemnica szkatułki", "Natalia Ch. czyli porwanie", "Honorata M. czyli ciche gniazdo".

## Fabuła
Fabuła serialu to cykl opowieści o kobietach, pełnych naiwnych wyobrażeń o szczęściu. To podejście do świata sprawia, że stają się ofiarami  bezpodstawnie zazdrosnych mężów lub oszustów m.in. matrymonialnych.

## Obsada
- Leszek Staroń - taksówkarz-narrator
- Bożena Dykiel
- Halina Rowicka
- Ewa Szykulska
- Alicja Jachiewicz - komendantka posterunkowa MO
- Elżbieta Czaplińska
- Gustaw Lutkiewicz
- Czesław Nogacki
- Wojciech Leśniak
- Anna Chitro
- Jan Prochyra
- Dorota Kamińska - Natalia Ch.
- Zdzisław Rychter
- Jacenty Jędrusik
- Marta Kotowska - Elwira O.
- Bożena Miller-Małecka - Irena D.
- Mieczysław Janowski
- Izabella Lipka - Honorata M.
- Wiesław Grabek